# Faro de Sidi Daoui
El faro de Sidi Daoui es un faro situado en El-Yadida, en la región de Casablanca-Settat, Marruecos. Está gestionado por la autoridad portuaria y marítima del Ministère de l'équipement, du transport, de la logistique et de l'eau.

## Características
Se trata de una torre metálica con rayas negras y blancas que se puso en servicio en 2001.